# 대필작가

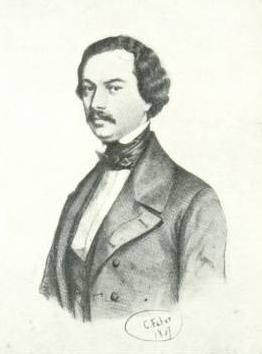

대필작가(代筆作家) 또는 고스트라이터(영어: ghostwriter)는 다른 사람의 자서전이나 회고록 등을 대신 써주는 사람을 말한다.

## 개설
대필작가는 글의 일부분이나 전체를 창작하거나 재구성하고, 자신의 이름으로 발표하지 않으며, 출판사의 기획 의도나 의뢰인의 기호에 맞게 집필한다. 정치인, 기업인, 연예인 등의 자서전, 회고록, 성공담 등을 내용으로 하는 출판물을 다룬다.
외국에서 대필작가는 글쓰기에 익숙하지 않거나 일정이 바빠서 글 쓸 여유가 없는 유명 인사들의 글을 고쳐주거나 대신 써주는 직업으로 통한다. 대필작가는 글쓰기를 전문으로 하지 않는 원저자가 쓴 초고를 다듬고 편집해서 책으로 출간할 수 있도록 만들어주거나, 원저자에게 아이디어나 이야기를 듣고 이를 토대로 해당 분야를 연구해서 책을 써주게 된다. 자서전을 쓰기 위해 대필 의뢰인이나 주변인들을 인터뷰하고 다양한 사실들을 조사해서 원고를 만들어내는 경우도 있다.

## 같이 보기
- 작가
- 스피치라이터
- 고젠카
- 야마노 샤린
- 사무라고치 마모루